# Ecuador ai Giochi della XIX Olimpiade
L'Ecuador partecipò ai Giochi della XIX Olimpiade che si sono svolti a Città del Messico dal 12 al 27 ottobre 1968, con una delegazione di 15 atleti impegnati in 6 discipline: atletica leggera, ciclismo, ginnastica, lotta, nuoto e pugilato. Fu la seconda partecipazione di questo paese ai Giochi, la prima dopo quelli del 1924. Non fu conquistata nessuna medaglia.